# Dschamsrangiin Öldsii-Orschich
Dschamsrangiin Öldsii-Orschich (mongolisch Жамсрангийн Өлзий-Орших; * 14. Juni 1967 in Tarialan, Chöwsgöl-Aimag; † 4. April 2019 in Ulaanbaatar) war ein mongolischer Radrennfahrer.
Öldsii-Orschich begann seine Karriere 2002 beim Giant Asia Racing Team. In seiner ersten Saison gewann er das Zeitfahren der Perlis Open und konnte so auch die Gesamtwertung für sich entscheiden. Ab 2003 fuhr er für das chinesische Continental Team Marco Polo Cycling. Bei den UCI-B-Weltmeisterschaften in Aigle wurde er Zehnter im Zeitfahren. Öldsii-Orschich wurde 2003 und 2005 jeweils mongolischer Meister im Zeitfahren und im Straßenrennen.

## Erfolge
2001
- Asienmeisterschaft – Einzelzeitfahren

2003
- Mongolischer Meister – Zeitfahren
- Mongolischer Meister – Straße

2005
- Mongolischer Meister – Zeitfahren
- Mongolischer Meister – Straße

2007
- Mongolischer Meister – Zeitfahren
- Mongolischer Meister – Straße

## Teams
- 2002 Giant Asia Racing Team
- 2003 Giant Asia Racing Team
- 2003 Marco Polo Cycling Team
- 2004 Marco Polo Cycling Team
- 2005 Marco Polo Cycling Team
- 2006 Marco Polo Cycling Team
- 2007 Discovery Channel-Marco Polo

| Personendaten    | Personendaten                                                                |
| ---------------- | ---------------------------------------------------------------------------- |
| NAME             | Dschamsrangiin, Öldsii-Orschich                                              |
| ALTERNATIVNAMEN  | Jamsrangiin, Ölzii-Orshikh (englisch); Жамсрангийн, Өлзий-Орших (mongolisch) |
| KURZBESCHREIBUNG | mongolischer Radrennfahrer                                                   |
| GEBURTSDATUM     | 14. Juni 1967                                                                |
| GEBURTSORT       | Tarialan, Chöwsgöl-Aimag                                                     |
| STERBEDATUM      | 4. April 2019                                                                |
| STERBEORT        | Ulaanbaatar                                                                  |